# Sheratonova nagrada
Sheratonova nagrada (punim imenom: NHL/Sheraton Road Performer Award) ugaslo je odlikovanje NHL-a. Nagrada je bila namijenjena igraču koji skupi najviše bodova (golova i asistencija) u gostujućim dvoranama tijekom regularne sezone.
Pokrenuta je u sezoni 2003./04. na inicijativu globalne hotelijerske tvrtke, ujedno i jednog od sponzora lige, Starwood. Jedan od njenih hotelskih lanaca, Sheraton, odabran je za sponzorsko ime. Nagrada nije preživjela otkazivanje čitave sljedeće sezone i nije se uručivala od tada. 
Jedini službeni dobitnik bio je Joe Sakic u redovima „Lavina” iz Colorada. Postigao je 49 bodova (22 G, 27 A) u 41 utakmici.